# San Daikaijū: Chikyū Saidai no Kessen
San Daikaijū: Chikyū Saidai no Kessen (japanska: 三大怪獣 地球最大の決戦; "Tre jättevidunder: Den största avgörande striden på jorden"), engelsk titel Ghidorah, the Three-Headed Monster ("Ghidorah, det trehövdade monstret"), är en japansk film från 1964 regisserad av Ishiro Honda. Det är den femte filmen om det klassiska filmmonstret Godzilla.
En prinsessa från ett litet land i Himalaya tas över av en venusian ande och räddar sig ur ett plan som just skall till och explodera. Då detta händer faller en meteorit ned från himmeln, och i den finns King Ghidorah, monstret som är ansvarig för andens planets förstörelse. Under tiden attackerar Godzilla och Rodan inte bara Japan utan också varandra. Tillsammans med sin tvillingprästinna försöker Mothra att få Godzilla och Rodan att sluta slåss mot varandra och alliera sig mot det nya monstret. Och då detta händer jagas prinsessan av en grupp lönnmördare som vill döda henne så att hennes fiender kan ta över hennes hemland.